# ارين هاكيت
ارين هاكيت (بالإنجليزية: Warren Hackett)‏ (16 ديسمبر 1971 في المملكة المتحدة - ) هو مدرب كرة قدم ولاعب كرة قدم سانت لوسيا في مركز الدفاع. شارك مع منتخب سانت لوسيا لكرة القدم. أما مع النوادي، فقد لعب مع توتنهام هوتسبير ونادي بارنت ونادي دونكاستر روفرز ونادي ليتون أورينت ونادي مانسفيلد تاون وRedbridge F.C. ‏ ونادي فيشر أثليتيك وتشيشام يونايتد ‏ وWalthamstow F.C. ‏ وإيريث وبلفيدير ‏ وHarrow Borough F.C. ‏ وغرايز أتلاتيك ‏.

## وصلات خارجية
- ارين هاكيت على موقع قاعدة بيانات كرة القدم.إي يو (الإنجليزية)
- ارين هاكيت على موقع Soccerbase.com (لاعب) (الإنجليزية)